# Девід Фолл
Девід Фолл (англ. David Fall, 4 грудня 1902 — 9 листопада 1964) — американський стрибун у воду.
Срібний медаліст Олімпійських Ігор 1924 року.